# Lijst van Stolpersteine in Westerveld
De Lijst van Stolpersteine in Westerveld geeft een overzicht van de Stolpersteine die in de gemeente Westerveld in de Nederlandse provincie Drenthe zijn geplaatst in het kader van het Stolpersteine-project van de Duitse beeldhouwer-kunstenaar Gunter Demnig.
Stolpersteine zijn opgedragen aan slachtoffers van het nationaalsocialisme, al diegenen die zijn vervolgd, gedeporteerd, vermoord, gedwongen te emigreren of tot zelfmoord gedreven door het nazi-regime. Demnig legt voor elk slachtoffer een aparte steen, meestal voor de laatste zelfgekozen woning.
Omdat het Stolpersteine-project doorloopt, kan deze lijst onvolledig zijn.

## Stolpersteine

### Dwingeloo
In Dwingeloo, een dorp in de gemeente Westerveld, liggen negen Stolpersteine op vier adressen. 
| Afbeelding | Inscriptie | Adres          | Herdachte persoon                           |
| ---------- | --- | -------------- | ------------------------------------------- |
|            | HIER WOONDE JOZEF ARON COHEN GEB. 1889 GEDEPORTEERD 1942 UIT WESTERBORK VERMOORD AUSCHWITZ                            | Brink 12       | Jozef Aron Cohen (1889-1942)                |
|            | HIER WOONDE LOUIS SALOMON COHEN GEB. 1922 GEDEPORTEERD 1942 UIT WESTERBORK VERMOORD OKT-1942 AUSCHWITZ                | Brink 12       | Louis Salomon Cohen (1922-1942)             |
|            | HIER WOONDE MARIE COHEN-DUITSCHER GEB. 1886 GEDEPORTEERD 1942 UIT WESTERBORK VERMOORD 8-10-1942 AUSCHWITZ             | Brink 12       | Marie Cohen-Duitscher (1886-1942)           |
|            | HIER WOONDE ARON VANOOSTEN GEB. 1882 GEDEPORTEERD 1942 UIT WESTERBORK VERMOORD 15-10-1942 AUSCHWITZ                   | Brink 24       | Aron van Oosten (1882-1942)                 |
|            | HIER WOONDE JOHANNA REINA VAN OOSTEN GEB. 1925 GEDEPORTEERD 1942 UIT WESTERBORK VERMOORD 15-10-1942 AUSCHWITZ         | Brink 24       | Johanna Reina van Oosten (1925-1942)        |
|            | HIER WOONDE HENRIETTE VAN OOSTEN- TROMPETTER GEB. 1884 GEDEPORTEERD 1942 UIT WESTERBORK VERMOORD 15-10-1942 AUSCHWITZ | Brink 24       | Henriette van Oosten-Trompetter (1884-1942) |
|            | HIER WOONDE HARTOG LEMAN VOS GEB. 1886 GEDEPORTEERD 1942 UIT WESTERBORK VERMOORD 8-10-1942 AUSCHWITZ                  | Brink 46       | Hartog Leman Vos (1886-1942)                |
|            | HIER WOONDE MINA PAULINA VOS-VOMBERG GEB. 1885 GEDEPORTEERD 1942 UIT WESTERBORK VERMOORD 8-10-1942 AUSCHWITZ          | Brink 46       | Mina Paulina Vos-Vomberg (1885-1942)        |
|            | HIER WOONDE JETJE WEST-ZALIGMAN GEB. 1866 GEDEPORTEERD 1942 UIT WESTERBORK VERMOORD 8-10-1942 AUSCHWITZ               | Heuvelenweg 35 | Jetje West-Zaligman (1866-1942)             |

## Data van plaatsingen
- 28 april 2023: Dwingeloo, negen Stolpersteine op Brink 12 en 24 en 46, Heuvelenweg 35